# Кот Анатолій Леонідович
Анатолій Леонідович Кот (біл. Анато́ль Леані́давіч Кот, рос. Анатолий Леонидович Кот; нар. 5 червня 1973, Мінськ, Білоруська РСР) — російський і білоруський актор кіно і театру.

## Біографія
Народився 5 червня 1973 року.
З дитинства займався в різноманітних театральних студіях. 1994 року закінчив Білоруську академію мистецтв (майстерня А. Каляди). По закінченні грав у спектаклях на «Вольнай сцэне», у Молодіжному театрі, Театрі ляльок, Театрі-студії кіноактора, в антрепризних проектах.
Деякий час працював у Німеччині. 
Окрім роботи на сцені, з 1993 року Анатолій Кот постійно працює на FM-радіо, де обіймав найрізноманітніші посади — від ді-джея до директора.
З 2005 року Анатолій Кот працює в Москві, у театрі Армена Джигарханяна.
У кіно актор набув популярності завдяки ролі князя Володимира Друцького в історичній стрічці «Анастасія Слуцька» (2003), високо оціненої на різних кінофестивалях. Також 2003 року Анатолій Кот знявся в неоднозначній військовій драмі Андрія Кудиненко рос. «Оккупация. Мистерии», забороненої до показу в Білорусі. У Росії актор став відомим широкій глядацькій аудиторії завдяки ролі підполковника Шкаліна в серіалі телекомпанії РЕН-ТВ «Солдати».
Перший чоловік Юлії Висоцької.

## Фільмографія

### Художні фільми і телесеріали
1. 1997 — рос. Две истории одного гусара
2. 1999 — рос. Пешка
3. 1999 — рос. Ускоренная помощь 1 — медбрат другої бригади
4. 2000 — рос. В августе 44-го… — Колишній однополчанин Блінова
5. 2000/ 2001 — рос. Ускоренная помощь 2
6. 2001 — «Поводир» — лікар-офтальмолог
7. 2002 — рос. Каменская 2
8. 2002 — рос. Подружка Осень
9. 2002 — рос. Закон — Федоров
10. 2003 — рос. Отель «Исполнение желаний»
11. 2003 — рос. В июне 41-го — Німецький офіцер у селі
12. 2003 — рос. Киднеппинг
13. 2003 — рос. Оккупация. Мистерии — Якуб Лойко
14. 2003 — «Анастасія Слуцька» — князь Володимир Друцький
15. 2003 — Четвёртое желание
16. 2004 — На безымянной высоте — особист Шульґін
17. 2004 — Родственный обмен — Джефф
18. 2004 — Карусель — Вадим
19. 2004 — Еще о войне
20. 2004 — Лика, или Дембельская байка
21. 2005 — Мошенники
22. 2005 — Под небом Вероны — Гліб
23. 2005 — Последний бой майора Пугачева
24. 2005 — «Дунечка» — чоловік сестри Дунечки
25. 2005 — 12 месяцев
26. 2005 — Я помню / Отчий дом — Анатолій Буслов
27. 2005 — Нежная зима — наречений Йолочки
28. 2005 — Виола Тараканова. В мире преступных страстей — 3
29. 2006 — Охотник
30. 2006 — Останній бронепоїзд — Гирявой
31. 2006 — Точка — Керівник охорони
32. 2006/2007 — Гонка за счастьем — Сергій Дронов
33. 2007 — Бухта страха — Михель Лінк
34. 2007 — Солдати 11 — майор Шкалін
35. 2007 — Солдати 12
36. 2007 — Солдати 13
37. 2007 — Щит отечества — Князєв
38. 2008 — Атракцион
39. 2008 — Две судьбы 4: Новая жизнь
40. 2008 — Солдати 14
41. 2008 — Солдати 15. Новий призов
42. 2008 — Солдати. Дембельський альбом
43. 2008 — Я - телохранитель / Телохранитель Каина
44. 2009/2010 — Маргоша — Антон Зимовський
45. 2009 — Вызов-4. Пропавшие. Фильм 11
46. 2009 — Днепровский рубеж
47. 2009 — Заградотряд
48. 2009 — Сердце капитана Немова
49. 2009 — Солдати. Дембель неминучий — підполковник Шкалін
50. 2009 — Тайная стража. Смертельные игры
51. 2009 — Хозяйка тайги (телесериал)|Хозяйка тайги. Сезон охоты. фильм 3
52. 2010 — Брестская крепость (фильм)|Брестская крепость — німецький диверсант
53. 2010 — Голоса
54. 2010 — Небо в огне — Контррозвідник СС
55. 2010 — Отцы
56. 2011 — Врача вызывали?
57. 2011 — Лектор
58. 2011 — Мой папа Барышников
59. 2011 — Однажды в Одессе
60. 2011 — Поцелуй Сократа
61. 2011 — Чёрные волки
62. 2012 — біл. Жыве Беларусь!
63. 2012 — День вчителя

### Озвучення мультфільмів
- 2007 — рос. Приключения реактивного поросёнка. Приключение пятое. Как сделать открытие

### Ролі в театрі
- Ричард III — Кларенс — реж. В.Анісенко (театр «Вольная сцена»)
- Кар'єра Артуро Уі — Дживола — реж. В.Мазинський (театр «Вольная сцена»)
- Ромео і Джульєтта — Меркуціо — реж. М. Дударєва (Молодіжний театр)
- Вишневий сад — Лопахін — реж. А.Лелявський (Театр ляльок)
- Семейные истории. Белград — Андрій — реж. М. Добровлянски (муніципальний театр м.Меммінгена (Німеччина))
- Записки сумасшедшего (моноспектакль) — Поприщин — реж. М. Добровлянськи (театр «Тахелес», Берлін)
- Три цилиндра — Старый военный — реж. С. Усман аль-Баш (Театр під керівництвом Армена Джиґарханяна)
- Требуется лжец — Г-жа Папаиоанну, Стафис(Театр під керівництвом Армена Джиґарханяна)
- Три сестры — Родэ (Театр під керівництвом Армена Джиґарханяна)
- Она в отсутствии любви и смерти — Доктор (Театр під керівництвом Армена Джиґарханяна)
- Molly Sweeney — Мистер Райс (Театр під керівництвом Армена Джиґарханяна)

## Нагороди й досягнення
За роль князя Володимира Друцького у фільмі «Анастасія Слуцька» Анатолій Кот відзначений следующими наградами:
- Спеціальний знак журі «За ярскраве перевтілення й історичний образ князя Володимира Друцького» у фільмі «Анастасія Слуцька» на IV Міжнародному фестивалі акторів кіно «СТОЖАРИ» (м. Київ, Україна, 2003);
- Приз журі в номінації «Найкраща роль другого плану» у фільмі «Анастасія Слуцька» на VI Міжнародному кінофестивалі «БРИГАНТИНА» (м. Бердянськ, Україна, 2003);
- Приз журі в номінації «За найкращу чоловічу роль» у фільмі «Анастасія Слуцька» на XII Відкритому фестивалі Кіно країн СНД і Балтії